# Sex simbol
| Imagine indisponibilă                                                         |  | Imagine indisponibilă |
| Marilyn Monroe și Marlon Brando, sex simboluri ale cinematografiei americane. |  |                       |

Un sex simbol este o celebritate considerată de către o mare parte a publicului drept atractivă din punct de vedere sexual. Expresia provine din engleză, unde se scrie cu y în loc de i: sex symbol. Ocupația persoanei respective poate fi de actor, muzician, sportiv etc. Uneori sunt considerate sex simboluri unele personaje din jocurile video (de exemplu, Tomb Raider).

## Exemple notabile

### Anii 1920 și înainte
- Mary Astor[1]
- Josephine Baker[2]
- Theda Bara[3]
- Louise Brooks[4]
- Clara Bow[5]
- Lina Cavalieri[6]
- Marlene Dietrich[7]
- Greta Garbo[7]
- Ramon Novarro[8]
- Lillian Russell[9]
- Norma Talmadge[1]
- Rudolph Valentino[10]

### Anii 1930
- Joan Blondell[1]
- Clark Gable[11]
- Gary Cooper[11]
- Bette Davis[11]
- Errol Flynn[12]
- Jean Harlow[13]
- Olivia de Havilland[1]
- Vivien Leigh[11]
- Joel McCrea[14]
- Laurence Olivier[15]
- Tyrone Power[16]
- William Powell[1]
- Robert Taylor[17]
- Mae West[11]
- Anna May Wong[18]
- Fay Wray[1]

### Anii 1940
- Ingrid Bergman[19]
- Kirk Douglas[20]
- Cary Grant[11]
- Judy Garland[1]
- Rita Hayworth[21]
- Lena Horne[22]
- Glynis Johns[19]
- Gene Kelly[23]
- Veronica Lake[24]
- Hedy Lamarr[25]
- Burt Lancaster[26]
- Margaret Lockwood[19]
- Marilyn Maxwell[27]
- Gregory Peck[28]
- Jane Russell[29]
- Frank Sinatra[30]
- Gene Tierney[31]
- Alida Valli[1]

### Anii 1950
- Lauren Bacall[32]
- Humphrey Bogart[11]
- Marlon Brando[33]
- Yul Brynner[34]
- Yvonne De Carlo[35]
- Leslie Caron[1]
- Joan Collins[36]
- Montgomery Clift[37]
- James Dean[38]
- Diana Dors[39]
- Ava Gardner[40]
- Betty Grable[41]
- Stewart Granger[16]
- Richard Greene[16]
- Rock Hudson[1]
- Grace Kelly[42]
- Deborah Kerr[19]
- Piper Laurie[43]
- Gina Lollobrigida[44]
- Sophia Loren[45]
- Jayne Mansfield[38]
- Patricia Medina[19]
- Marilyn Monroe[46]
- Kim Novak[47]
- Muriel Pavlow[19]
- Elvis Presley[45]
- Cliff Richard[48]
- Porfirio Rubirosa[49]
- Janette Scott[19]
- Lana Turner[13]
- Elizabeth Taylor[50]
- Mamie Van Doren[51]

### Anii 1960
- Ursula Andress[52]
- Brigitte Bardot[46]
- Warren Beatty [53]
- Honor Blackman[54]
- Claudia Cardinale[55]
- Veronica Carlson[56]
- Sean Connery[57]
- Alain Delon[11]
- Catherine Deneuve[58]
- Barbara Eden[59]
- Clint Eastwood[60]
- Shirley Eaton[61]
- Anita Ekberg[62]
- Britt Ekland[63]
- Jane Fonda[64]
- John F. Kennedy[45]
- Robert Goulet[65]
- Che Guevara[66]
- Audrey Hepburn[1]
- Mick Jagger[38]
- Tom Jones[67]
- Eartha Kitt[68]
- Nancy Kovack[69]
- Ann-Margret[70]
- Steve McQueen[71]
- Roger Moore[1]
- Jim Morrison[45]
- Paul Newman[57]
- Ingrid Pitt[72]
- Robert Redford[11]
- Diana Rigg[73]
- Gunter Sachs[49]
- Isabel Sarli[74]
- Telly Savalas[34]
- Omar Sharif[75]
- Edie Sedgwick[1]
- Tina Turner[76]
- Twiggy[1]
- Raquel Welch[77]
- Barbara Windsor[78]

### Anii 1970
- Loni Anderson[1]
- Laura Antonelli[79]
- Graciela Alfano[80]
- Catherine Bach[81]
- Jane Birkin[82]
- Jacqueline Bisset[83]
- David Cassidy[57]
- Lynda Carter[84]
- Moria Casán[85]
- Bo Derek[86]
- Faye Dunaway[87]
- Farrah Fawcett[88]
- Pam Grier[89]
- Gloria Guida[79]
- Julio Iglesias[90]
- Maren Jensen[91]
- Olivia Newton-John[1]
- Cheryl Ladd[59]
- Michael Landon[92]
- Jack Nicholson[93]
- Stevie Nicks [94]
- Dolly Parton [95]
- Victoria Principal[59]
- Burt Reynolds[11]
- Linda Ronstadt[96]
- Richard Roundtree[97]
- Jane Seymour[98]
- Maria Schneider[99]
- Suzanne Somers[1]
- John Travolta[45]

### Anii 1980
- Adrienne Barbeau[1]
- Kim Basinger[100]
- Jennifer Beals[1]
- Jon Bon Jovi[101]
- Cher[102]
- Tom Cruise[103]
- Gérard Depardieu[45]
- Michael Douglas[104]
- Harrison Ford[11]
- Mel Gibson[105]
- Melanie Griffith[106]
- Richard Gere[45]
- Daryl Hannah[107]
- Mark Harmon[1]
- Michael Hutchence[45]
- Michael Jackson[108][109]
- Don Johnson[1]
- Grace Jones[110]
- John F. Kennedy, Jr.[105]
- Nastassja Kinski[111]
- Kelly LeBrock[112]
- Heather Locklear[113]
- Madonna[114]
- Morrissey[115]
- Christopher Reeve[11]
- Alan Rickman[116]
- Mickey Rourke[117]
- Brooke Shields[45]
- Tom Selleck[118]
- John Stamos[119]
- Sting[101]
- Patrick Swayze[11]
- Heather Thomas[120]
- Kathleen Turner[121]
- Bruce Willis[57]
- Billy Dee Williams[1]

### Anii 1990
- Gillian Anderson[122]
- Pamela Anderson[123]
- Jennifer Aniston[124]
- Antonio Banderas[125]
- Halle Berry[126]
- Yasmine Bleeth[127]
- Pierce Brosnan[128]
- Brooke Burke[129]
- Mariah Carey[130]
- George Clooney[57]
- Cindy Crawford[131]
- Kevin Costner[132]
- Johnny Depp[57]
- Cameron Diaz[45]
- Leonardo DiCaprio[133]
- Robert Downey, Jr.[134]
- Shannen Doherty[135]
- Colin Firth[45]
- Calista Flockhart[1]
- Sarah Michelle Gellar[136][137]
- Teri Hatcher[138][139]
- Salma Hayek[140]
- Elizabeth Hurley[141]
- Janet Jackson[142]
- Nicole Kidman[143]
- Heidi Klum[144]
- Val Kilmer[145]
- Ricky Martin[146]
- Alyssa Milano[147][148][149]
- Kate Moss[1]
- Jenny McCarthy[150]
- Liam Neeson[128]
- Luke Perry[151]
- Brad Pitt[152]
- Katie Price (Jordan)[153][154]
- Jason Priestley[151]
- Natalie Portman[155]
- Dennis Quaid[128]
- Keanu Reeves[156]
- Antonio Sabàto, Jr.[157]
- Alicia Silverstone[158]
- Tupac Shakur[159]
- Kelly Slater[160]
- Sharon Stone[161]
- Anna Nicole Smith[1]
- Uma Thurman[45]
- Denzel Washington[128]
- Goran Visnjic[162]
- Catherine Zeta-Jones[163]

### Anii 2000
- Elisha Cuthbert[164]
- Jessica Alba[165]
- Beyoncé[166]
- Eminem[167]
- Pink[168]
- Christina Aguilera[169][170][171][172]
- Christian Bale[173]
- David Beckham[45]
- Monica Bellucci[174]
- Jessica Biel[175]
- Orlando Bloom[176]
- Adam Brody[177]
- Cheryl Cole[178]
- Daniel Craig[179]
- Russell Crowe[180]
- Kaley Cuoco[181]
- Carmen Electra[182][183]
- Colin Farrell[184]
- Megan Fox[185]
- Lady Gaga[186]
- Joseph Gordon-Levitt[187]
- Hugh Jackman[188]
- Scarlett Johansson[136]
- Angelina Jolie[189]
- Keira Knightley[190]
- Hugh Laurie[191]
- Adam Levine[192]
- Jennifer Lopez[193]
- Eva Longoria[194]
- Eva Mendes[195][196]
- Kylie Minogue[197][198]
- Katy Perry[199]
- Robert Pattinson[57]
- Aishwarya Rai[45]
- Rihanna[200]
- Jessica Simpson[201]
- Britney Spears[202][203][204]
- Dita Von Teese[205][206]
- Justin Timberlake[45]
- Sofía Vergara[207]
- Emma Watson[208]

### Anii 2010
- Lake Bell[209][210][211]
- Miley Cyrus[212]
- Tom Daley[213]
- Lana Del Rey[214]
- Chris Evans[215]
- Michael Fassbender[216]
- Selena Gomez[217]
- Ryan Gosling[218]
- Amber Heard[219]
- Chris Hemsworth[220]
- Liam Hemsworth[221]
- Christina Hendricks[222]
- Tom Hiddleston[223]
- Mila Kunis[224]
- Jennifer Lawrence[225]
- Bruno Mars[226]
- Joe Manganiello[227]
- Marisa Miller[228]
- Ryan Reynolds[229]
- Cristiano Ronaldo[230]
- Channing Tatum[231]
- Tim Tebow[232]
- Kate Upton[233]
- Marc Engelhard[234][235]